# Congresso Legislativo do Estado de São Paulo (1891-1930)

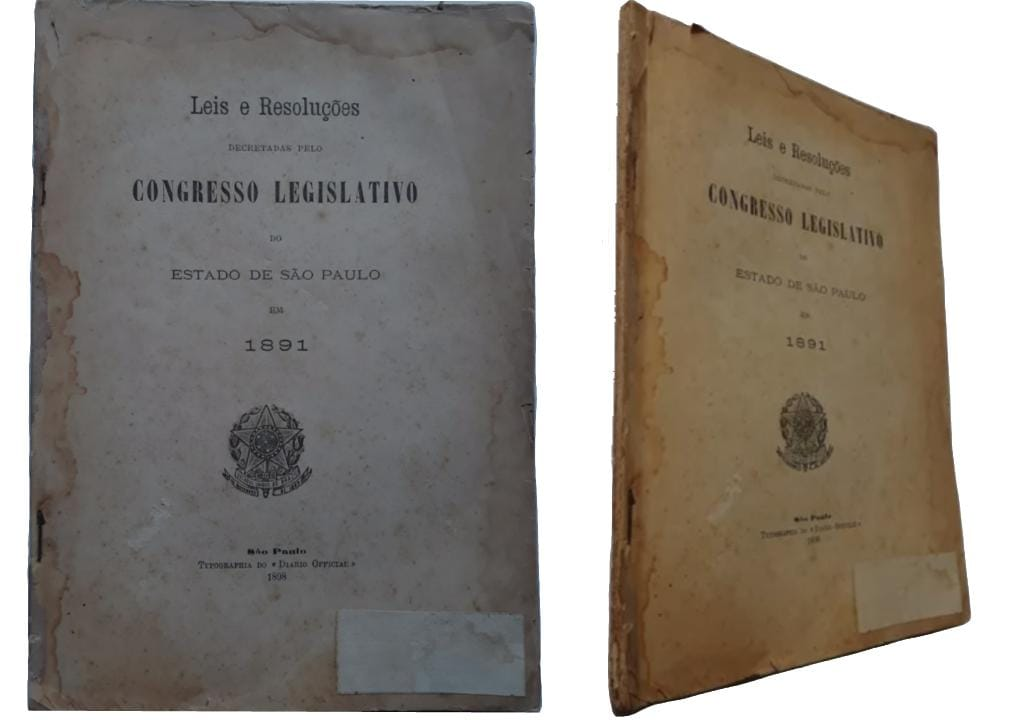
Coletânea da legislação produzida pela casa em 1891 em impresso da Tipografia do Diário Oficial.

O Congresso Legislativo do Estado de São Paulo (1891 - 1930) foi instalado em 8 de junho de 1891 e dissolvido em 11 de novembro de 1930, com um total de catorze legislaturas.

## Origens
Com a primeira Constituição Federal da Republica, promulgada em 24 de fevereiro de 1891, os estados tinham autonomia para a organização do Poder Legislativo Estadual.
Em 14 de julho de 1891, a nova Constituição Política do Estado de São Paulo foi promulgada. Seu artigo 5º previa que o Poder Legislativo do Estado de São Paulo era exercido pelo Congresso Legislativo do Estado de São Paulo.
A Câmara do Congresso Legislativo do Estado de São Paulo e o Senado do Congresso Legislativo do Estado de São Paulo foram instalados simultaneamente em 8 de junho de 1891.

## Legislaturas
Nos seus 39 anos de existência (1891-1930), o Congresso Legislativo do Estado de São Paulo teve catorze legislaturas, a saber:
1ª Legislatura (1891 a 1892)
2ª Legislatura (1892 a 1894)
3ª Legislatura (1895 a 1897)
4ª Legislatura (1898 a 1900)
5ª Legislatura (1901 a 1903)
6ª Legislatura (1904 a 1906)
7ª Legislatura (1907 a 1909)
8ª Legislatura (1910 a 1912)
9ª Legislatura (1913 a 1915)
10ª Legislatura (1916 a 1918)
11ª Legislatura (1919 a 1921)
12ª Legislatura (1922 a 1924)
13ª Legislatura (1925 a 1927)
14ª Legislatura (1928 a 1930)

## Dissolução
Com a Revolução de 1930, o chefe do Governo Provisório decreta o fechamento e a dissolução de todos os poderes locais, incluindo o Congresso Legislativo do Estado de São Paulo (Decreto n.º 19.398, de 11 de novembro de 1930).

## Fonte
- Assembléia Legislativa do Estado de São Paulo.